# Soproni ózsinagóga
A soproni ózsinagóga  két késő középkori épület udvarán áll.

## Története

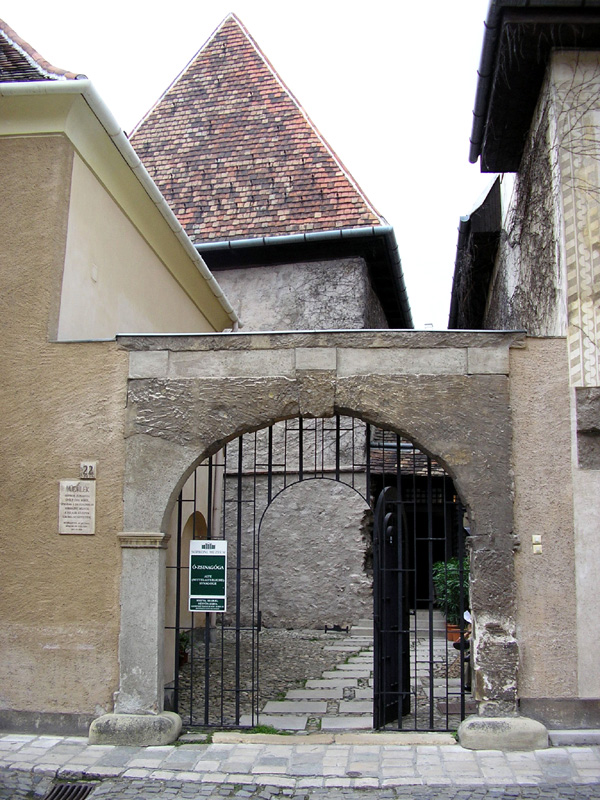
Bejárat az Ózsinagógába

A soproni zsidókról a 13. századból maradtak fenn az első írott emlékek – az idő tájt 10–16 család élt a Zsidó utcában. Nem vásárolhattak maguknak házat a város más utcáiban, itt azonban a keresztényekkel elegyest laktak. Főleg kereskedelemmel és pénzügyekkel foglalkoztak, és bár komolyabb vagyonra egyikük sem tett szert, 1300 körül mégis felépítették ezt a Közép-Európában szinte egyedülálló, kora gótikus zsinagógát. Az akkori előírások szerint a zsinagóga nem állhatott az utca vonalában, ezért van előtte udvar. Az udvaron ítélkeztek vitás ügyekben és itt kötöttek üzleteket a keresztényekkel.
1440-ben én Luxemburgi Erzsébet özvegy királyné létrehozta az első soproni gettót. Egyúttal a Zsidó utcát Új utcává keresztelték át – máig ezt a nevet viseli.
1526-ban a város lakossága megvádolta a zsidókat azzal, hogy együttműködnek a törökökkel, és erre hivatkozva kiűzték őket Sopronból.
Az épületet 1530-ban a város nyomására az egyes iratokban Wasserpauchként említett Georg Langnak adták el, majd 1551-ben adják el Sebastian Mayrnak. A zsinagóga pusztulásnak indult, majd lakóházakká alakították át, illetve körbeépítették. Emléke sokáig fennmaradt: az Új utca 22. épületét még 1792-ben is „zsidó templom” (Judentempel) néven említi Joseph Perathoner lakatosmester végrendelete.
Az Ó-zsinagóga jelenleg két késő középkori épület udvarán álló maradványait 1967-ben tárták fel, és amit lehetett, helyre is állítottak belőlük.

## Látnivalók
Bár az épület csak töredékesen maradt fenn, egykori elrendezése jól rekonstruálható. Megállapítható, hogy ez volt Közép-Európa egyik legjelentősebb, kora gótikus zsinagógája. Hasonló arányú teremzsinagóga nagyon sok volt a Rajnától keletre eső területen a középkorban, ezek nagy többsége azonban teljesen megsemmisült vagy csak ásatásokból ismert. Az Ó-zsinagóga fő jelentőségét feltártsága, ismeretessége adja.

### A főépület
A zsinagógát körülvevő udvarba egy 18. századi kosáríves kapun léphetünk be. Jobbra még láthatjuk a 15. században a zsinagóga mellé épült, egykori ispotály bejáratát; ekkor a helyreállított zsinagóga előttünk áll.
Az épület háromtengelyes homlokzatát egyrészes főpárkány zárja le. A földszint felett falsáv húzódik. Az emeleten két köríves keskeny ablak között egyszerű, kőrácsú rózsaablakot láthatunk. A kőkeretes, szögletesen záródó kapu a második tengelyben nyílik. Az oldalfal ugyancsak kőkeretes emeleti ablakainak könyöklőpárkányai és szemöldökpárkányai is egyenesek. A keskeny, dongaboltozatos bejárati folyosóról balra a férfiak imatermébe (a nagyterembe), előre a nők termébe, jobbra a rituális fürdőhöz (mikve) jutunk. Ez utóbbi két ajtó nem hiteles: ezeket a múzeum jobb bejárhatósága érdekében alakították ki.
A zsinagóga tere téglalap alaprajzú. Bejáratát a hasonló korú wormsi, prágai és regensburgi zsinagógáéhoz hasonlóan az északi fal nyugati végében, az előcsarnok falának keleti részén alakították ki. Ez az elrendezés hagyományos: az építők arra törekedtek, hogy a hívek az imaterembe a tórafülkétől tisztes távolságban lépjenek be.
A sarkokat kváderkövekkel erősítették meg; ezek mérete és alakja megfelel az az idő tájt a város egyéb épületeiben használtakénak. A középkori falkoronából csak egy mintegy 25 cm-es darab maradt fenn; valószínűsítik, hogy az épület teteje ennél magasabban lehetett. Feltételezik, hogy a zsinagóga, a kapcsolódó női imaház és az azokat összekötő folyosó fölé is a korban divatos kontyolt nyeregtetőt húztak. Ugyancsak rekonstrukciós elmélet, hogy a folyosót és a női imaházat felső deszkázatú födémek fedhették.
A nagyterem csúcsíves főbejárata és a két oldalsó káva eredeti; 1300-ból származik. Szerencsésen fennmaradt a bejárat fölötti, geometrikus mintákkal díszített timpanon vörös festése. A nagyteremben ugyancsak eredeti, gótikus íveket, kőbordákat és rózsaablakokat láthatunk. A boltozat hazánkban különlegesnek számító, regensburgi mintát követ. A fennmaradt részek alapján rekonstruálható, hogy a boltozat eredetileg három keresztboltszakaszból állt; a keleti és nyugati szakaszt további két bordával nagyobbították meg. A szentélyboltozat a keresztény szokásokat követi, azaz a nyolcszög három oldalával zárul.
A faloszlopok alaprajza félköríves volt. Az oszlopfők egyszerűek: alul félkörös gyűrűvel, fejlemezük a nyolcszög öt oldalából jön létre. Egyik oszlop sem a földtől indul, hanem jóval magasabbról.
Keleti oldalán, a padlószintnél magasabban találjuk a gazdagon tagolt kőkerettel övezett és derékszögű háromszög alakú timpanonnal díszített Áron-fülkét, amin a természet színeivel kifestett szőlőfürtöket és leveleket láthatunk. A timpanon fölött keresztrózsa található. A timpanon belsejét bonyolult mintázatban középpont körül forgó háromkaréjok ékítik, és hasonló alakzatok borítják a sarkokat is.
Az alatta található fülke nem tévesztendő össze a tórafülkével: ebben a szertartáshoz szükséges tárgyakat helyezték el. A tórafülkében a tóratekercseket őrizték, majd az istentiszteleten ünnepélyesen kiemelték, hogy felmutassák és a szószékre vigyék őket. Az Áron-fülke mellett van egy másik fülke is, ami annál alacsonyabb rendű feladatokat láthatott el: egyes elképzelések szerint az előimádkozó helye lehetett. Mérete a tóraszekrényével azonos, de díszítetlen.
További, a tóraszekrény alattihoz hasonló méretű és szerkezetű faliszekrények a déli, keleti és az északi falon is vannak, ezekben tárolhatták az istentisztelet résztvevői imakönyveiket és imaszíjaikat.
Az utca felé eső keleti homlokzaton mindhárom ablak megmaradt. A tórafülke felett található középső rózsaablak, a két szélső álló, hosszúkás, jellegzetesen gótikus, de félkörívesen záródó. A körablak mérművének egy töredéke a kiállításban látható, a mai mérmű a tervező építész, Sedlmayr János kompozíciója. A körablak alatt keskeny falkiugrás utal a tórafülke helyére. A nyugati oldalon is három ablak van ezek egyformák, a keleti fal hosszúkás ablakaihoz hasonlóak. A nyugati oldalon nyílik néhány résablak is; a nők ezeken tekinthettek be a női imaházból. Az északi fal ablakai, amiken a folyosóról tekinthettek be a hívek, teljesen megsemmisültek. A déli oldal három, álló formájú kőkeretes, az udvarra néző ablaka hajdanán a boltozat hármasságához idomult. Alattuk két keskeny, fekvő téglalap formájú résablakot találunk; ezeknek nincs párja az ismert zsinagógákban.
A déli homlokzatot folytatta a nők zsinagógájának homlokzata egy ajtóval és egy ablakkal. A keleti homlokzathoz csatlakozott a keskeny előtér, amelynek falaiból csak töredékek maradtak fenn. A falcsonk bal oldalán a perselyfülke töredéke látható.
A gótikus jegyek a befalazás miatt viszonylag jó állapotban fennmaradt főbejárati timpanon hármas tagolásában is megfigyelhetőek. Az előcsarnok felől nézve a timpanon boltívbe illeszkedik.
A bimah alapformája hatszögletű. Az alapja eredeti, a többi az eredeti minta alapján helyreállított. Más elképzelések szerint a helyreállítók téves koncepcióból indultak ki. Abból ugyanis, hogy a magasabb részek nem maradtak meg, azt gondolhatjuk, hogy a szószék kőalapzaton álló faalkotmány lehetett; a kőalapzat csak keretelhette a podesztet. Lépcső nyomaira semmi sem utal, tehát a zsinagóga alapszintjéből nem emelkedhetett ki.

### A női imaház
A nők ősi szokás szerint külön teremből, a keskeny ablakréseken követhették a szertartást. A nagyterem mögött található külön, saját kijáratú imaterem az egyik legkorábbi Európában.

### Melléképületek
A zsinagóga mellett állt a vándoroknak is szállást adó ispotály, valamint a rituális fürdő, amiből csak a földbe mélyedő, kőből falazott kis kút maradt meg. A zsidó vallás ősidőktől szigorúan megkülönbözteti a tiszta és a tisztátalan dolgokat, ezért a fürdőnek mindig kiemelt szerep jutott. Mózes törvényei folyóvízben merítkezést írnak elő, de itt csak a kút természetes vizét használhatták. A rituális alámerülés a megtisztulást jelképezte. A kutat egy külön, kis helyiségben tekinthetjük meg.
A telek másik, déli oldalán állt a templomszolga, a samas háza.

### A kiállítás
A női zsinagógában berendezett kiállítás nemcsak az épületet mutatja be, de a zsidóság vallásos életében használt tárgyakat és ábrázolásokat, valamint a fürdő ásatása közben előkerült leleteket is.

## Külső hivatkozások
- Ózsinagóga, Sopron
- Sopron bemutatása Archiválva 2015. június 28-i dátummal a Wayback Machine-ben
- Soproni Múzeum – Középkori "Ó" Zsinagóga
- Alaprajz, fényképek
- Sopron Képindex – sok képpel
- Hajó Magazin honlapja
- Caboodle.hu – Ózsinagóga (angolul)
- Zsinagóga.lap.hu – linkgyűjtemény